# Dana Gelinas
Dana Gelinas (Monclova, Coahuila, 23 de marzo de 1962) es una poeta, editora, y traductora mexicana. Sus obras han sido publicadas por múltiples editoriales en español y en inglés. En 2004 recibió el VIII Premio Nacional de Tijuana y en 2006 el Premio Nacional de Poesía Aguascalientes. Su escritura se centra en reflexiones existenciales y metáforas del siglo XIX y XX, incentivando el desarrollo de opiniones y el análisis filosófico.

## Trayectoria
Estudió la licenciatura de Filosofía en la Universidad de Guanajuato. Posteriormente realizó una maestría en Filosofía en la Universidad Nacional Autónoma de México (UNAM). Fue becaria del Centro Mexicano de Escritores, del Instituto Nacional de Bellas Artes en México, y del Fondo Nacional para la Cultura y las Artes para jóvenes creadores.
Su obra ha sido publicada en medios como Alforja, Cantera Verde, Castálida, Great River Review, Revista Casa de las Américas, Southern Humanities Review, Tierra Adentro, entre otros. Se ha desempeñado como editora en la revista cultural Sacbé. Además, ha traducido artículos de revista, crónicas antiguas, libros de divulgación científica, y poemas. En 2016 y 2021 publicó algunos poemas en los que habla sobre la situación política por la que atravesaba Estados Unidos durante el mandato del presidente Donald Trump.

### Estilo
Su estilo al escribir poesía la han perfilado como una de las poetas mexicanas más interesantes y representativas de su tiempo. En sus propias palabras ella habla de la poesía como:
La voz que nos une con nosotros mismos en un mundo consumista, corrupto, etc. La poesía es el deseo de ser, de estar aquí, de participarlo a los demás y de leer en voz alta.
En sus libros, la autora mantiene una temática central que une a todos los poemas, conduciendo al lector a presenciar el desarrollo de sus opiniones, análisis filosóficos y emociones poéticas acerca de un tema particular. Por su acercamiento con la poesía de Jaime Sabines, sus escritos se caracterizan por la presencia de sentimientos, dejando de lado la rigurosidad del verso. Gelinas considera que la poesía evoluciona al mismo tiempo que la tecnología, lo que le permite no solo escribir sobre situaciones actuales sino también utilizar herramientas digitales para hacerlo.

## Obras

### Poemarios
- Bajo un cielo de cal, 1991
- Hábitat. Antología personal 1991-2011 y 2013
- Sólo Dios
- Poliéster, 2004
- Altos Hornos, 2006
- Boxers, 2006
- Aves del Paraíso, 2009
- Los trajes nuevos del emperador, 2011
- Mediodía blanco. Antología personal, 2014

### Antologías de literatura infantil
- Hago de la voz un cuerpo (compilación de María Baranda), 2007
- Versos para el recreo (compilación de Begoña Pulido Álvarez), 2011
- ¿¡Hey, la Navidad es para mí! (cuento), 2013
- Sopa de letras, poemas para niñas y niños, 2016

## Premios y reconocimientos
Su trabajo ha sido reconocido por medio de becas y reconocimientos a lo largo de su carrera.
- Beca Salvador Novo, Centro Mexicano de Escritores, 1982-1983
- Becaria del Instituto Nacional de Bellas Artes, 1988-1989
- Beca para Jóvenes creadores del Instituto Nacional de Bellas Artes, 1992
- VIII Premio Nacional de Tijuana por Poliéster, 2004
- Premio Nacional de Poesía Aguascalientes por Boxers, 2006[11][12]